# みさき速
みさき 速（みさき はやし）は、日本の漫画家。女性。代表作は、『週刊少年チャンピオン』（秋田書店）にて連載された『特攻天女』。

## 経歴
1995年、『週刊少年チャンピオン』（秋田書店）にて『特攻天女』で連載デビュー。単行本が全30巻に及ぶ長期連載となる。続いて、同誌にて『曲芸家族』を連載するも、休載の末未完となる。全4巻。その後は『チャンピオン』を離れ、同社の漫画雑誌『サスペリアミステリー』で原作付きのミステリー漫画をいくつか執筆する。2007年に『週刊少年チャンピオン』に復帰し、『殺戮姫』を短期集中連載。全1巻。2008年より『ヤングチャンピオン』で『酒は辛口肴は下ネタ』を連載開始。『曲芸家族』の野々宮花七が主役格で登場する。

## 作品リスト
- 特攻天女（週刊少年チャンピオン、全30巻＋外伝1巻）
- 曲芸家族（週刊少年チャンピオン、全4巻）
- 殺戮姫（週刊少年チャンピオン、全1巻）
- 酒は辛口肴は下ネタ（2009年No.4 - 2011年No.5、ヤングチャンピオン、全5巻）